# Metámera
Una metámera o mielómero es un fragmento de la médula espinal que contiene una aferencia y eferencia de una raíz nerviosa. La metámera es un segmento transversal de la médula espinal del que se originan los nervios raquídeos izquierdo y derecho de un mismo nivel. Cada uno de estos nervios se relaciona con un ganglio espinal y dan lugar a dos raíces nerviosas: anterior y posterior.
Las metámeras que actúan de forma aislada se ocupan de los actos reflejos, las que lo hacen en asociación es gracias a las neuronas de asociación o interneuronas.
- Datos: Q6012138

Una metámera es por tanto el campo de inervación de un nervio raquídeo desde que sale de la médula por el agujero de conjunción hasta la última zona del cuerpo que inerva. Está formada por diversas partes según el tipo de tejido que inerva:
- Dermatoma: encargada de inervar la piel. Tenemos 28 dermatomas en el cuerpo humano.
- Miotoma: inerva la musculatura. Tenemos 10 miotomas.
- Viscerotoma: inerva órganos o vísceras.
- Angiotoma: inervación vascular.
- Esclerotoma: área de inervación sensitiva segmentaria del esqueleto.